# ゲオルク・シュライバー
ゲオルク・シュライバー（Georg Schreiber, 1882年1月5日 - 1963年2月24日）は、ドイツの歴史家、民俗学者、政治家（中央党の国会議員）。ミュンスター大学教授。

## 経歴
ニーダーザクセン州リューダースハウゼンに生れ、ミュンスター大学とベルリン大学で、カトリック神学・歴史学・法学を学び、また司祭の資格を得た。レーゲンスブルク大学の教会法教授を経て1917年にミュンスター大学カトリック神学部の正教授（教会史）となった。歴史学ではウルリッヒ・シュトゥッツに師事し、初期には中世教会史を専門とした。1920年に教授在職のままカトリック政党中央党からヴェストファーレン北域を選挙区として国会議員に選出され、ナチス・ドイツ時代まで国会に議席を得て主に文化政策にかかわった。
1932年7月の総選挙を前に、2つの社会主義（ソ連型社会主義と国家社会主義＝ナチズム）からヨーロッパ文化を守る立場からアドルフ・ヒトラーへの警戒を明言し、動揺する中央党をハインリヒ・ブリューニング路線の肯定に向かわせるパンフレットを執筆し、「ブリューニングかヒトラーかシュライヒャーか」がひと月余りの期間に少なくとも10刷を数えるほどの影響を与えた。
1936年に文化相令により活動拠点のミュンスター大学からブレスラウ大学へ転任を命じられ、同時に赴任を禁じられて軟禁状態におかれた。しばらく執筆はできたため、民俗学誌『民と民衆体 ― 民俗学年報』を刊行したが、1936年から1938年までの間に3号を出したところでナチスの圧力で休刊となった。
シュライバーの民俗学の構想は、近代化の過程でドイツ・カトリック教会ではヨーハン・ミヒァエル・ザイラー神学派が優勢となったのを背景とし、レーゲンスブルク司教ミヒャエル・ブーフベルガーなどと共に共同体信心を重視するリーダーの一人であった。
ドイツ民俗学界との関係では、グリム兄弟の弟子たち以来、全国的な頂上組織のリーダーの多くがプロテスタント教会系であり、ヨーロッパ文化をキリスト教との関係で解明する姿勢が弱く、今日から見るとシュライバーが提唱した「教会民俗学」がそれを補なった面がある。ヴァイマル時代末期のドイツ学術支援機構の最大プロジェクト『ドイツ民俗地図』では、キリスト教民俗に力点をおく「シュライバー案」は採用されなかった。宗教民俗研究者の中心的存在として『民俗学研究叢書』数十巻や『イベリア半島研究叢書』を編み、自らも執筆した。
第二次世界大戦後は、ナチス批判者としても尊敬され、イギリス占領軍によってミュンスター大学学長を委嘱された。
政治と民俗学の両分野において膨大な著述があり、全貌はドイツでもなおとらえ切れないようである。